# Wandisa Guida
Pour les articles homonymes, voir Guida (homonymie).
 (juin 2025).
Wandisa Guida, née le 21 avril 1935 à Trani dans la région des Pouilles en Italie, est une actrice italienne.

## Biographie
Elle naît à Trani dans la région des Pouilles en 1935. En 1954, elle est élue miss cinéma lors du concours de Miss Italie, derrière la sicilienne Eugenia Bonino, lauréate du concours. Après le lycée, elle commence une carrière d'actrice au cinéma. A ses débuts, elle obtient principalement des rôles secondaires dans des drames et des comédies et joue également dans le premier film d'horreur italien, Les Vampires (I Vampiri) de Riccardo Freda et Mario Bava, avec pour partenaires Gianna Maria Canale, Carlo D'Angelo (it) et Dario Michaelis (it).
Au début des années 1960, elle apparaît notamment dans de nombreux péplums ou elle obtient ces meilleurs rôles, jouant aux côtés des acteurs vedettes du genre comme Mark Forest, Alan Steel, Gordon Scott ou Reg Park dans des films revisitant les histoires de la mythologie grecque ou romaine, comme La Vengeance d'Hercule (La vendetta di Ercole) de Vittorio Cottafavi, La Vengeance d'Ursus (La vendetta di Ursus) de Luigi Capuano, Maciste dans les mines du roi Salomon (Maciste nelle miniere di re Salomone) de Piero Regnoli, Samson contre tous (Ercole contro Roma) de Piero Pierotti, Le Gladiateur de Rome (Il gladiatore di Roma) de Mario Costa ou La Révolte des esclaves (La rivolta degli schiavi) de Nunzio Malasomma réalisé d'après le roman Fabiola ou l'Église des catacombes du cardinal Nicholas Wiseman. Dans le film se déroulant à l'époque de la Guerre des Gaules Les Géants de Rome (I giganti di Roma) d'Antonio Margheriti, elle incarne Livilla et dans le film historique Jacob et Esaü de Mario Landi, elle joue le rôle de Judith, épouse d'Ésaü.
Face au déclin du genre, elle tourne ensuite dans des films d'espionnage et d'aventures, comme Les espions meurent à Beyrouth (Le spie uccidono a Beirut) de Luciano Martino ou elle donne la réplique à Richard Harrison en 1965. Elle se retire en 1966 et effectue un unique et éphémère retour en 1982 dans le film policier Crime au cimetière étrusque (Assassinio al cimitero etrusco) de Sergio Martino.

## Filmographie

### Au cinéma
- 1956 : Serenata per sedici bionde (it) de Marino Girolami
- 1956 : Les Vampires (I Vampiri) de Riccardo Freda et Mario Bava
- 1957 : La canzone più bella d'Ottorino Franco Bertolini
- 1957 : C'è un sentiero nel cielo (it) de Marino Girolami
- 1957 : Responsabilité limitée (I colpevoli) de Turi Vasile
- 1957 : Sous les griffes du tyran (Il conte di Matera) de Luigi Capuano
- 1957 : Dinanzi a noi il cielo de Roberto Savarese
- 1957 : La trovatella di Pompei de Giacomo Gentilomo
- 1957 : Responsabilité limitée (I colpevoli)
- 1958 : Carosello di canzoni de Luigi Capuano
- 1959 : Le Chevalier sans terre (Il cavaliere senza terra) de Giacomo Gentilomo
- 1958 : Mia Italida stin Ellada d'Umberto Lenzi
- 1958 : Mon gosse (Totò e Marcellino) d'Antonio Musu
- 1958 : I prepotenti de Mario Amendola
- 1958 : Quando gli angeli piangono (it) de Marino Girolami
- 1959 : I mafiosi de Roberto Mauri
- 1959 : Le Maître de forges (Il padrone della ferriere) d'Anton Giulio Majano
- 1960 : Cavalcata selvaggia de Piero Pierotti
- 1960 : La Vengeance d'Hercule (La vendetta di Ercole) de Vittorio Cottafavi
- 1961 : Capitani di ventura d'Angelo Dorigo
- 1961 : Drakut il vendicatore de Luigi Capuano
- 1961 : La Révolte des esclaves (La rivolta degli schiavi) de Nunzio Malasomma
- 1961 : La Vengeance du masque de fer (La vendetta della maschera di ferro) de Francesco De Feo
- 1961 : La Vengeance d'Ursus (La vendetta di Ursus) de Luigi Capuano
- 1962 : Le Masque de fer d’Henri Decoin et Francesco De Feo
- 1962 : Gli eroi del doppio gioco de Camillo Mastrocinque
- 1962 : Le Gladiateur de Rome (Il gladiatore di Roma) de Mario Costa
- 1963 : Jacob et Esaü (Giacobbe ed Esaù) de Mario Landi
- 1964 : Samson contre tous (Ercole contro Roma) de Piero Pierotti
- 1964 : Fort Alésia (I giganti di Roma) d'Antonio Margheriti
- 1964 : Maciste dans les mines du roi Salomon (Maciste nelle miniere di re Salomone) de Piero Regnoli
- 1964 : Les Trois Sergents de Fort Madras (I Tre Sergenti del Bengala) d'Umberto Lenzi
- 1965 : Les espions meurent à Beyrouth (Le spie uccidono a Beirut) de Luciano Martino et Mino Loy
- 1966 : A 077 défie les tueurs (A 077, sfida ai killers) d'Antonio Margheriti
- 1966 : Opération Goldman (Operazione Goldman) d'Antonio Margheriti
- 1982 : Crime au cimetière étrusque (Assassinio al cimitero etrusco) de Sergio Martino

### À la télévision

#### Téléfilms
- 1960 : Tenente Sheridan - Vacanze col gangster de Stefano De Stefani
- 1960 : Lo schiavo impazzito de Mario Landi

#### Séries télévisées
- 1961 : Jane Eyre d'Anton Giulio Majano

## Prix et distinctions
- Miss cinéma en 1954.

## Source
- (it) Roberto Poppi et Enrico Lancia, Le attrici, Rome, Gremesse, 2003 (ISBN 88-8440-214-X).
- (en) Roy Kinnard et Tony Crnkovich, Italian Sword and Sandal Films, 1908–1990, Jefferson, McFarland, 2017, 256 p. (ISBN 978-1-4766-6291-6, lire en ligne).